# تیتس
تیتس (به آلمانی: Titz) یک شهر در آلمان است که در دورن واقع شده‌است. تیتس ۸٬۴۸۰ نفر جمعیت دارد.